# Marin Tomasov
Marin Tomasov (Zadar, 31. kolovoza 1987.), hrvatski je nogometaš koji trenutačno nastupa za kazahstansku Astanu.

## Klupska karijera
U NK Zadru, gdje upisuje prve minute u među seniorima, mladi je nogometaš rodom s Pašmana, došao sa 17 godina. Dvije godine nankon dolaska debitirao je za prvu momčad u Drugoj hrvatskoj nogometnoj ligi. Već naredne sezone ubilježio je više od 20 nastupa, te prve pogotke, a ulaskom u Prvu hrvatsku nogometnu ligu i standardiziranjem u prvoj momčadi predstavio se športskoj javnosti jednom od nadolazećih zvijezda, tim više jer se iskazuje kao vrstan ljevak tehničar, te veliki trkač, što je u nogometu izuzetno rijetko. Najviše je to došlo do izražaja na Dvoranskom prvenstvu u siječnju gdje s 9 pogodaka biva najboljim strijelcem turnira. Već tada pobudio je pažnju vodećih hrvatskih, te nekih inozemnih klubova, no ostao je u Zadru do sredine naredne, 2008./09. sezone, kada nakon predposljednjeg jesenskog kola obznanjuje 400.000 € težak transfer u redove splitskoga Hajduka. 
Nakon 3 godine igranja u njemačkoj za TSV 1860 München, Marin se vratio, u zimu 2015. godine, u Rijeku. Tomasov je u prosincu 2015. godine proglašen najboljim nogometašem MAXtv Prve lige u 2015. godini u anketi tportala 'Kapetani biraju'. U anketi su sudjelovali svi kapetani hrvatskih prvoligaša, a Tomasov je pobijedio sakupivši 66 bodova.
U ljetnom prijelaznom roku u 2016. godini je Tomasov otišao na posudbu u saudijskom Al-Nassru. U derbiju protiv Al-Hilala je Tomasov u 33. minuti jedini pogodak za Al-Nassr u prosincu 2016. godine. Tomasov je kasnije zamijenjen u 87. minuti, a drugi Hrvat u redovima saudijskog kluba Ivan Tomečak je igrao svih 90 minuta.
Tomasov je u srpnju 2017. otišao na drugu posudbu u kazahstansku Astanu. Saudijski Al-Nassr ipak nije otkupio ugovor hrvatskog veznjaka od HNK Rijeke.

## Reprezentativna karijera
U mlađim selekcijama ima devet nastupa u dobnom uzrastu do 21 godine, postigavši jedan pogodak. Za seniorsku hrvatsku nogometnu reprezentaciju ima jedan nastup, 10. rujna 2013. godine u prijateljskoj nogometnoj utakmici Južna Koreja - Hrvatska (1:2).

## Nagrade i priznanja

### Individualna
- 2015.: Najbolji igrač Prve HNL, u izboru kapetana klubova Prve HNL.

## Vanjske poveznice
- Marin Tomasov, Hrvatski nogometni savez
- Nogometni magazin: statistika